# Ewald Pusich
Ewald Pusich (* 23. Januar 1934 in Solec Kujawski, Kreis Bromberg/Woiwodschaft Bydgoszcz, Polen; † 7. März 2013 in Herford) war ein deutscher Kontrabassist.

## Leben
Ewald Pusich war der dritte Sohn des Schlossers und späteren Schweißers und Kanalarbeiters August Hugo Pusich (* 1907 in Ruda Kozlonka; † 1992 in Extertal) und seiner Ehefrau, der Schneiderin Helene Pusich, geb. Hehnke (* 1907 in Ostrowa; † 1988 in Duisburg). Die Eltern Pusich gehörerten während der ersten polnischen Republik zur deutschen Minderheit in der einstigen Provinz Posen. Sie wanderten 1938 mit dem Sohn Ewald nach Deutschland aus und ließen sich in Berlin nieder.
In Berlin besuchte Ewald Pusich bis Kriegsende die Volksschule. Im Herbst des Jahres 1945 verzogen die Eltern als innerdeutsche Kriegsflüchtlinge nach Unterstedt. Dort besuchte Ewald Pusich weiter die Volksschule bis zu seinem 14. Lebensjahr.
Nach seiner Schulentlassung nahm er Schlagzeug-Unterricht bei Stadtkapellmeister Willi Völlert in Rotenburg. Dieser empfahl seinen Schüler später dem Kammermusiker Otto Schumann, erster Pauker am Philharmonischen Staatsorchester Bremen und Lehrer an der Musikschule Bremen, zum Weiterunterricht im Fach Pauke.
Nach zweijährigem Studium bei Otto Schumann musste Ewald Pusich den Unterricht aufgeben, da seine Eltern, August Hugo und Helene Pusich nach Duisburg verzogen, wo der Vater August Pusich eine Stellung als Schweißer und Kanalarbeiter fand. Aufgrund von Differenzen zwischen Vater und Sohn über dessen Berufswahl und aus finanziellen Gründen konnte Ewald Pusich seine Ausbildung vorerst nicht fortsetzen und betätigte sich daher zuerst als Schlagzeuger, später als Kontrabassist freiberuflich, zumeist mit Auftritten in Kaffeehäusern. In dieser Zeit entschloss er sich, seine weitere musikalische Ausbildung dem Kontrabass zu widmen. Von 1955 bis 1958 nahm Ewald Pusich Privatunterricht bei Paul Erdmann, Solokontrabassist am Städtischen Orchester in Essen und Lehrer an der Folkwangschule.
Während seiner Studienzeit bei Paul Erdmann spielte er regelmäßig die Aushilfen im Westfälischen Sinfonieorchester Lünen unter der Leitung von Generalmusikdirektor Herwig bis April 1958.
Nach erfolgreichem Probespiel und Befürwortung seiner Bewerbung durch den Chefdirigenten Hermann Scherchen wurde Ewald Pusich 1959 Kontrabassist der Nordwestdeutschen Philharmonie in Herford. 1962 wurde er deren 1. Stellvertretender Solokontrabassist. 1971 wurde ihm vom Vorsitzenden des Trägervereins der Nordwestdeutschen Philharmonie, dem Herforder Oberstadtdirektor Walter Abel, die Dienstbezeichnung und der Ehrentitel „Kammermusiker“ verliehen. Von 1984 bis 1988 war er kommissarisch 1. Solokontrabassist der Nordwestdeutschen Philharmonie. 1999 trat Pusich in den Ruhestand.
Ewald Pusich starb nach schwerer Krebserkrankung im März 2013 in Herford.

## Familie
Ewald Pusich war in erster, 1959 in Bonn geschlossener Ehe mit Ingeburg Erika Seifert (geb. 1934) verheiratet. Die Ehe wurde 1989 geschieden. Aus dieser Ehe gingen zwei Töchter hervor. Im selben Jahr heiratete Ewald Pusich die Kammermusikerin der Nordwestdeutschen Philharmonie Edith Wahl.